# 여주북로
여주북로(Yeojubuk-ro)는 경기도 여주시 월송동 월송 교차로와 대신면 율촌리 보통 교차로를 잇는 경기도의 도로이다. 전 구간 국도 제37호선에 속한다.

## 연혁
- 1997년 6월 13일 : 여주군 대신면 가산리 ~ 보통리 4.9 km 구간을 자동차 전용도로로 지정[1]
- 1999년 5월 29일 : 대신우회도로(여주군 대신면 보통리 ~ 가산리) 4.9 km 구간 개통[2]

## 주요 경유지
경기도
- 여주시 (월송동 - 대신면)

## 노선
- (■): 자동차 전용도로 구간

| 이름                                           | 접속 노선                                | 소재지        | 소재지        | 비고                   |
| 여원로와 직결                                  | 여원로와 직결                            | 여원로와 직결 | 여원로와 직결 | 여원로와 직결          |
| ---------------------------------------------- | ---------------------------------------- | ------------- | ------------- | ---------------------- |
| 월송 교차로                                    | 지방도 제333호선 (우암로)                | 여주시        | 중앙동        | 국도 제37, 42호선 구간 |
| 영릉 교차로                                    | 국도 제42호선 (중부대로)                 | 여주시        | 세종대왕면    | 국도 제37, 42호선 구간 |
| 영릉2교                                        |                                          | 여주시        | 세종대왕면    | 국도 제37호선 구간     |
| 영릉3교                                        |                                          | 여주시        | 세종대왕면    | 국도 제37호선 구간     |
| 중앙동                                         |                                          | 여주시        |               | 국도 제37호선 구간     |
| 세종대교                                       |                                          | 여주시        |               | 국도 제37호선 구간     |
| 오학동                                         |                                          | 여주시        |               | 국도 제37호선 구간     |
| 현암 교차로                                    | 강변북로 현남길                          | 여주시        |               | 국도 제37호선 구간     |
| (생태터널)                                     |                                          | 여주시        |               | 국도 제37호선 구간     |
| 대신면                                         |                                          | 여주시        |               | 국도 제37호선 구간     |
| 가산교                                         |                                          | 여주시        |               | 국도 제37호선 구간     |
| 가산 교차로 (가산1교)                          | 여양로 가산1길 현남길                    | 여주시        |               | 국도 제37호선 구간     |
| (이름 없음)                                    | 산정길                                   | 여주시        |               | 국도 제37호선 구간     |
| 후포교 초현교                                  |                                          | 여주시        |               | 국도 제37호선 구간     |
| 보통 교차로                                    | 국가지원지방도 제88호선 (여양로) 보통1길 | 여주시        |               | 국도 제37호선 구간     |
| 여양로와 직결 (확장 공사 완료시 양평로와 직결) |                                          |               |               |                        |

## 주의사항
이 도로는 자동차전용도로이므로 자전거, 보행자는 통행할 수 없다. 이륜자동차(모터사이클 혹은 오토바이)는 긴급자동차(싸이카 및 소방용 모터사이클 등)에 한해 통행이 가능하며, 그 밖의 이륜자동차는 통행할 수 없다. 우회도로로는 여양로가 있다.